# Jacob van Heeckeren tot Enghuizen

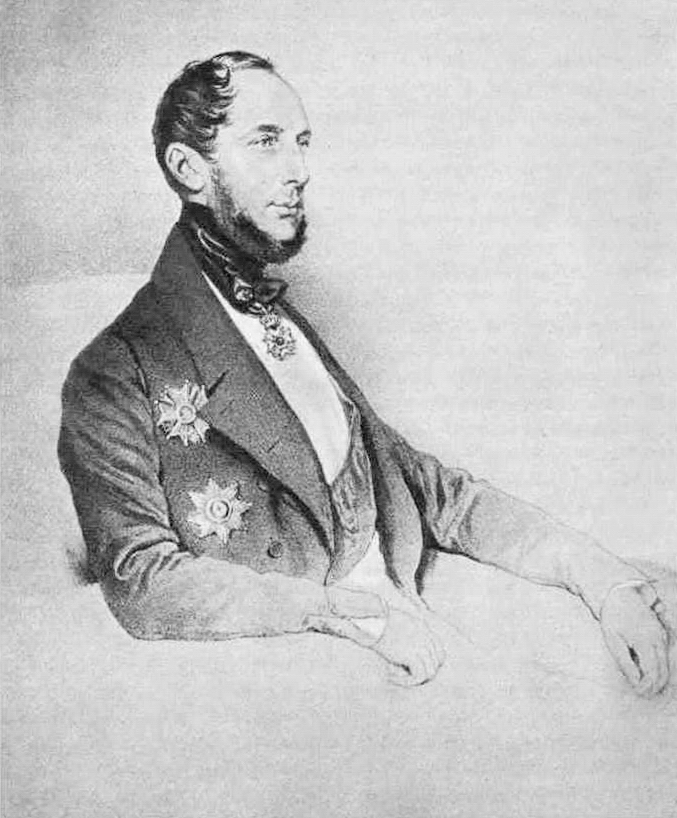
Jacob van Heeckeren tot Enghuizen

Jacob Derk Borchard Anne baron van Heeckeren, heer van Beverweerd en Odijk, ook wel genoemd: Van Heeckeren tot Enghuizen en: Van Heeckeren van Beverweerd, (Zutphen, 28 november 1792 – Parijs, 28 september 1884) was een Nederlands militair en diplomaat. Hij verkreeg de titel baron van het Eerste Franse Keizerrijk in 1813.

## Familie
Van Heeckeren, lid van de familie Van Heeckeren, was de jongste zoon van Eerste Kamerlid Evert Frederik baron van Heeckeren, heer van Driebergen, Enghuizen en Beurse (1755-1831), lid van de Generaliteitskamer, en Henriette Jeanne Suzanna Marie des H.R. Rijksgravin van Nassau La Lecq, vrouwe van Beverweerd en Odijk (1764-1810).
Hij was ongehuwd. Hij leerde in Sint Petersburg Georges d'Anthès kennen, een officier in het Russische leger en de zoon van een landeigenaar in de Franse Elzas. Na een aantal brieven en een bezoek aan Joseph Conrad d'Anthès, vader van Georges, stelde Jacob voor om zijn zoon te adopteren zodat hij de naam en het bezit zou erven. De oude baron d'Anthès neemt het aanbod aan, en Georges noemt zichzelf Georges-Charles de Heeckeren d'Anthes, na toestemming van koning Willem I, in een brief van 5 mei 1836. Schrijvers hebben gesuggereerd dat de relatie tussen Jacob en Georges meer was dan die van adoptief vader-zoon. Na een duel van Georges met de dichter Aleksandr Poesjkin (die overleed aan de verwondingen) werd Jacob uit Sint Petersburg teruggeroepen.

## Loopbaan
Zijn eerste post in de marine was in Toulon, en hij was later in dienst van Napoleon, die hem de titel Baron de l'Empire gaf.
Diplomatieke posten:
- secretaris legatie te Lissabon (1814)
- secretaris legatie te Stockholm (1815-1817)
- secretaris legatie te Berlijn (1817-1822)
- waarnemend zaakgelastigde te Sint-Petersburg (1822)
- buitengewoon gezant en gevolmachtigd minister te Sint Petersburg (1823-1837)
- buitengewoon gezant en gevolmachtigd minister te Wenen (15 juni 1842 tot oktober 1875, benoemd in maart 1842)

## Onderscheidingen
- Commandeur in de Orde van de Nederlandse Leeuw (11 februari 1842)
- Grootofficier in de Orde van de Nederlandse Leeuw
- Grootkruis Orde van de Eikenkroon (25 augustus 1863)
- Minister van Staat (14 juli 1872-overlijden)